# Willi Klemm
Otto Ferdinand Wilhelm „Willi“ Klemm (* 9. März 1892 in Aken; † 2. Juli 1934 Berlin-Lichterfelde) war ein deutscher SA-Führer. Er wurde bekannt als eines der Opfer des so genannten Röhm-Putsches.

## Leben und Wirken
Klemm war ein Sohn des Ottomar William Klemm und seiner Ehefrau Pauline Selma Pfeffer. Nach dem Ersten Weltkrieg gehörte Klemm dem Freikorps Rossbach an. 1921 ist er als Kreisführer der Arbeitsgemeinschaft Roßbach im schlesischen Trebnitz nachweisbar.
Am 22. September 1926 trat Klemm erstmals in die NSDAP ein (Mitgliedsnummer 44.660), die er zum 30. April 1927 wieder verließ. Im selben Jahr verehelichte er sich in Breslau. Zum 1. Mai 1932 schloss er sich der NSDAP unter Beibehaltung seiner alten Mitgliedsnummer erneut an. Außerdem wurde er Mitglied der SA, in der er Führungsaufgaben in der von Edmund Heines geführten SA-Obergruppe Schlesien übernahm. Seiner NSDAP-Karteikarte zufolge verdiente Klemm seinen Lebensunterhalt zur damaligen Zeit als Kaufmann. 
Vom 15. September 1932 bis zum 28. Februar 1933 war Klemm als Standartenführer mit der Wahrnehmung der Geschäfte des Gausturmführers Schlesien beauftragt. Nach der offiziellen Ernennung zum Führer des Gausturms mit Wirkung vom 1. März 1933 führte er diesen bis zum 31. Mai 1934. Am 13. November 1933 wurde Klemm zusätzlich zum Kraftfahrinspekteur der SA-Obergruppe II ernannt, die er bis zum 30. Juni 1934 führte. Ebenfalls vom 13. November 1933 an fungierte er zudem, parallel zu seinen Ämtern als Gruppenstabsführer und als Kraftfahrinspekteur der SA-Obergruppe II, als Kraftfahroberinspekteur der Obergruppe III, was er bis zum 14. März 1934 blieb. Während seiner Zeit im Stab von Heines wurde Klemm am 1. März 1933 in den Rang eines SA-Oberführers und am 15. Januar 1934 in den Rang eines SA-Brigadeführers (Generalmajor) befördert. 
Am 30. Juni oder 1. Juli 1934 wurde Klemm im Zuge der Röhm-Affäre verhaftet. Am 1. Juli wurde er mit dem Flugzeug nach Berlin-Tempelhof gebracht, dort von einem SS-Kommando unter Führung von Kurt Gildisch übernommen und kam ins Geheime Staatspolizeiamt. Später am selben Tag brachte Gildisch Klemm auf Veranlassung von Walter Potzelt in die Kadettenanstalt Lichterfelde, wo dieser am 2. Juli von Hitlers Leibstandarte erschossen wurde.

## Beförderungen
- 1. März 1933: SA-Oberführer